# Lindon Victor
Lindon Kellon Toussaint Victor (* 28. února 1993 Saint George's) je grenadský reprezentant v lehké atletice, specialista na víceboj. Jeho osobní rekordy jsou 8756 bodů v desetiboji a 5976 bodů v halovém sedmiboji, je také držitelem grenadského rekordu ve skoku o tyči výkonem 4,92 m. Na Nový rok 2024 mu byl udělen Řád britského impéria.
Pochází z jedenácti dětí a je mladším bratrem desetibojaře Kurta Felixe. Studoval na Texas A&M University, kde ho trénoval krajan Alleyne Francique. Vytvořil zde univerzitní rekord v desetiboji a dvakrát se stal přeborníkem National Collegiate Athletic Association.
V roce 2009 vybojoval na soutěži CARIFTA Games v kategorii sedmnáctiletých stříbrnou medaili v hodu diskem a bronzovou ve vrhu koulí. Jako diskař se také zúčastnil Letních olympijských her mládeže 2010, kde vypadl v kvalifikaci. Na CARIFTA Games v roce 2012 se stal vítězem sedmiboje v kategorii do dvaceti let. 
Je vítězem Her Commonwealthu v desetiboji z let 2018 a 2022. Na Panamerických hrách získal v roce 2019 stříbrnou medaili. Na olympijských hrách skončil v roce 2016 na 16. místě a v roce 2021 na 7. místě. Na mistrovství světa v atletice 2022 byl pátý a na mistrovství světa v atletice 2023 obsadil třetí místo. Na halovém mistrovství světa v atletice 2022 skončil na osmém místě. V seriálu vícebojařských soutěží World Athletics Combined Events Tour v roce 2022 zvítězil a o rok později skončil třetí.